# Ē̂
Ē̂ (minuscule : ē̂), appelé E macron accent circonflexe, est une lettre latine utilisée dans l’écriture du kaska.
Il s’agit de la lettre E diacritée d’un macron et d’un accent circonflexe.

## Utilisation
Le ē̂ est utilisé par certains auteurs comme translittération latin de l’êta circonflexe et ‹ ῆ › grec.
La Bibliothèque nationale de France l’utilise notamment dans la romanisation du grec suivant la ISO 843 dans son catalogue.

## Représentations informatiques
Le E macron accent circonflexe peut être représenté avec les caractères Unicode suivants : 
- composé et normalisé NFC (latin étendu A, diacritiques) :

| formes    | représentations | chaînes de caractères | points de code | descriptions                                                    |
| --------- | --------------- | --------------------- | -------------- | --------------------------------------------------------------- |
| capitale  | Ē̂               | Ē◌̂                    | U+0112 U+0302  | lettre majuscule latine e macron diacritique accent circonflexe |
| minuscule | ē̂               | ē◌̂                    | U+0113 U+0302  | lettre minuscule latine e macron diacritique accent circonflexe |

- décomposé et normalisé NFD (latin de base, diacritiques) :

| formes    | représentations | chaînes de caractères | points de code       | descriptions                                                                |
| --------- | --------------- | --------------------- | -------------------- | --------------------------------------------------------------------------- |
| capitale  | Ē̂               | E◌̄◌̂                   | U+0045 U+0304 U+0302 | lettre majuscule latine e diacritique macron diacritique accent circonflexe |
| minuscule | ē̂               | e◌̄◌̂                   | U+0065 U+0304 U+0302 | lettre minuscule latine e diacritique macron diacritique accent circonflexe |

## Sources
- Bibliothèque nationale de France, « Translittération du grec », sur Kitcat : portail d’aide au catalogage de la BnF
- Kaska, Yukon Native Language Centre.